# 충남도서관
충남도서관은 충청남도 홍성군에 있는 도립 도서관이다. 2018년 4월 25일 개관하였다.

## 연혁
- 2012년 8월 개관 준비팀(TF) 구성,기본계획 수립
- 2015년 개관 준비팀(TF) 구성,정보화전략계획 수립
- 2016년 충남도서관 운영 기본계획 수립
- 2018년 4월 20일 초대관장 나병준박사 취임
- 2018년 4월 25일 개관